# Sainte-Radegonde (Saona i Loira)
Sainte-Radegonde és un municipi francès situat al departament de Saona i Loira i a la regió de Borgonya - Franc Comtat. L'any 2009 tenia 176 habitants.

## Història
| Data d'elecció                           | Identitat        | Partit        | Qualitat |
| ---------------------------------------- | ---------------- | ------------- | -------- |
| 1989-1995                                | Marc Basset      |               |          |
| 1995-2001                                | André Pourny     | Divers droite |          |
| 2001-2008                                | Robert Vergniaud |               |          |
| 2008-                                    | Corinne Bidollet |               |          |
| les dades anteriors no són pas conegudes |                  |               |          |
|                                          |                  |               |          |

## Demografia
| A partir de 1990: Població sense dobles comptes |